# His Wife's Mother (film, 1909)
Pour les articles homonymes, voir His Wife's Mother.
His Wife's Mother est un film muet américain réalisé par D. W. Griffith, sorti en 1909.

## Synopsis
Après l'arrivée de sa belle-mère, les journées de M. Jones ne sont plus aussi calmes qu'auparavant.

## Fiche technique
- Titre : His Wife's Mother
- Réalisation et scénario : D. W. Griffith
- Société de production et de distribution : American Mutoscope and Biograph Company[1]
- Photographie : Arthur Marvin
- Pays :  États-Unis
- Format[2] : Noir et blanc - Muet - 1,33:1 ou 1,37:1[3] - 35 mm[3],[4]
- Longueur de pellicule : 523 pieds (159 mètres[4])
- Durée : 6 minutes (à 16 images par seconde)[2]
- Date de sortie : 1er mars 1909

## Distribution
Les noms des personnages proviennent de l'Internet Movie Database.
- Florence Lawrence : Mme Jones
- John R. Cumpson : M. Jones
- Charles Inslee : un serveur
- Mack Sennett : un serveur
- Arthur V. Johnson : un patron de restaurant
- Mme Herbert Miles[6]
- Flora Finch
- Dorothy West : la domestique[5]
- Anita Hendrie : la mère de Mme Jones[5]
- Linda Arvidson : une patronne de restaurant[5]
- Robert Harron : le plongeur[5]
- David Miles : la personne chez le confiseur[5]
- Owen Moore : un patron de restaurant[5]

## Autour du film
Les scènes du film ont été tournées les 25 et 26 janvier 1909 sur Bleecker Street, à New York.
À sa sortie, le film a été présenté sur la même bobine que L'Espion (The Prussian Spy).